# Haligovce
Haligovce (Hongaars: Helivágása) is een Slowaakse gemeente in de regio Prešov, en maakt deel uit van het district Stará Ľubovňa.
Haligovce telt 668 inwoners.